# Stanisław Mrozowicki (1677–1704)
Stanisław Mrozowicki herbu Prus III (ur. ok. 1677, zm. 1704) – skarbnik lwowski.
Urodził się około 1677 roku jako syn Marcina, cześnika buskiego i podstolego grabowieckiego oraz Heleny z Baworowskich herbu Prus II.
17 marca 1701 roku był posłem króla Augusta II Mocnego na sejmik przedsejmowy wiszeński województwa ruskiego, sejmu warszawskiego zwołanego na dzień 30 maja 1701 roku. W 1702 roku został, po Stanisławie z Romanowa Świrskim herbu Szaława, skarbnikiem lwowskim z nominacji króla Augusta II, danej w Warszawie w dniu 14 kwietnia 1702 roku.
Zmarł przedwcześnie na początku 1704 roku i został pochowany w Żółkwi, żonaty z Magdaleną Światopełk-Zawadzką herbu Lis, nie pozostawił potomstwa.

## Wywód przodków
| 4. Jerzy Mrozowicki   |  |                      |  |  |                         |
|                       |  | 2. Marcin Mrozowicki |  |  |                         |
| 5. Jadwiga Oleśnicka  |  |                      |  |  |                         |
|                       |  |                      |  |  | 1. Stanisław Mrozowicki |
| 6. Mikołaj Baworowski |  |                      |  |  |                         |
|                       |  | 3. Helena Baworowska |  |  |                         |
| 7. Barbara Kopycińska |  |                      |  |  |                         |
|                       |  |                      |  |  |                         |